# Xenos

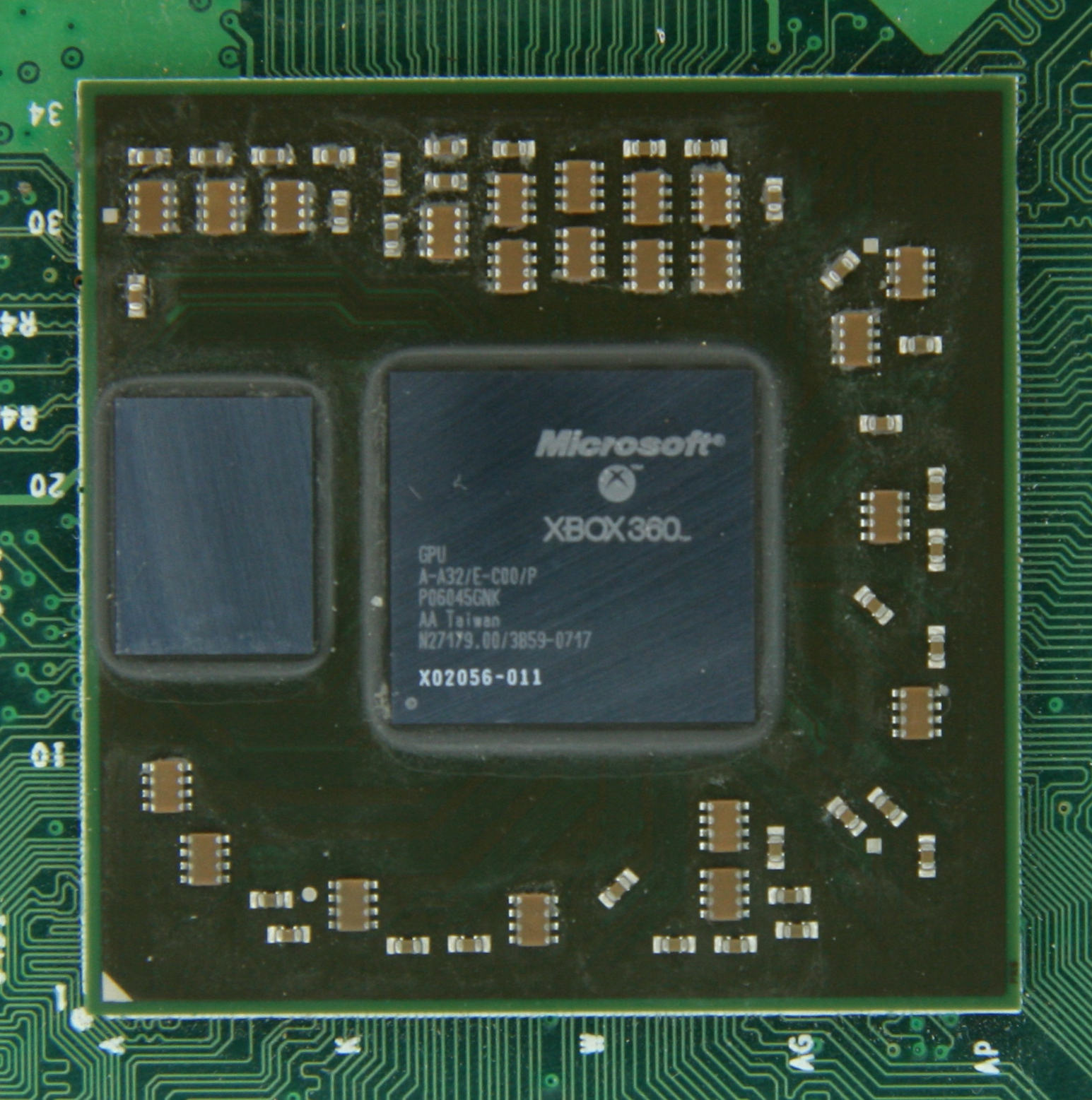
Xbox 360 GPU

Xenos es un procesador digital (GPU) producido por ATI, para la videoconsola Xbox 360. El procesador se diseñó bajo el nombre clave "C1" es en muchos sentidos la precursora de la GPU R600, primera GPU de AMD/ATI con arquitectura de shading unificada en PC y utilizadas en las tarjetas gráficas para PCs de escritorio, aunque en cuestiones de rendimiento estuviera a la altura de la GPU R500 de la tarjeta X1950 XT. El Xenos está realizado en base de silicio y se compone de dos segmentos, uno contiene la GPU y el otro la memoria de tipo eDRAM (DRAM embebida). 

## Especificaciones
En el procesador, los shaders se organizan en tres motores SIMD con 16 procesadores por unidad (shading processing units), para un total de 48 SPUs. Cada una de éstas SPUs se compone de 5 ALUs partidas en un grupo de 4 que funcionan vectorialmente más una quinta que realiza operaciones escalares, pudiendo ejecutar cada una hasta dos operaciones por ciclo (multiplicación y suma fusionadas en una sola instrucción), de manera que cada unidad de sombreado puede ejecutar un máximo de 10 operaciones de coma flotante por ciclo. Si utilizamos el lenguaje que ATI emplea en el caso de las tarjetas gráficas para ordenador, el Xenos tendría un total de 240 Stream Processors (SPs) de 32 bits.
Más tarde ideas de este diseño serían adoptadas por las Radeon HD 2000, siendo ampliadas y/o mejoradas.
- 337 millones de transistores en total.

- Framebuffer a 500 MHz separado en su propio chip fabricado con un proceso de 90 nm. Se integra con 10 MiB de DRAM (eDRAM) con una tasa de transferencia de 256GB/s
  - NEC diseñó la eDRAM la cual incluye una unidad lógica adicional (192 procesadores paralelos por píxel) en color, composición alfa, Z-Buffer / Stencil buffer y anti-aliasing llamado "Intelligent Memory" (eDRAM), dando a los desarrolladores un resultado de x4 anti-aliasing por muestra con muy poca reducción del rendimiento del proceso en general.
  - 105 millones de transistores
  - 8 Unidades de renderizado (ROPs)
    - Tasa máxima de rellenado de píxeles: 4 gigapixeles por segundo (8 ROPs x 500 MHz)
    - Tasa máxima de muestreado de coordenada Z: 8 gigamuestras por segundo (2 muestras Z x 8 x 500 MHz), 32 gigamuestras por segundo utilizando 4X anti-aliasing (2 muestras Z x 8 ROPs x 4x AA x 500 MHz)
    - Tasa máxima de muestreado para anti-aliasing: 16 gigamuestras por segundo (4 AA ROPs muestras x 8 x 500 MHz)

- GPU 500 MHz fabricado en 90 nm por TSMC con un total de 232 millones de transistores
  - 48 SPUs (básicamente unidadesSIMD) de coma flotante dinámicamente controlados, divididas en 3 grupos de 16 cada uno.
    - Arquitectura Unificada de shaders (cada grupo de SPUs es capaz de ejecutar tanto pixel shaders como vertex shaders.
    - 10 operaciones de coma flotante por SPU por ciclo (5 instrucciones de multiplicación y suma fusionadas, 10 operaciones aritméticas efectivas como máximo).
    - Tasa máxima de procesado de vértices: 1.500 millones de vértices por segundo ((48 SPUs x 4 operaciones por ciclo de cada SPU x 500 MHz) / 16)
    - Tasa máxima de procesado de polígonos: 500 millones de triángulos por segundo (1.500 millones de vértices / 3 vértices por triángulo)
    - Tasa máxima de operaciones shader: 96.000 millones por segundo (48 x 4 ALUs x 500 MHz)
    - 240 GFLOPS (10 FLOPS x 48 x pipeline de sombreado de 500 MHz)
    - MEMEXPORT con funcionalidad shaders.

  - 16 unidades de filtrado de textura (TF) y 16 unidades de re direccionamiento (TA)
    - 16 muestras filtradas por ciclo de reloj
      - Máxima cantidad de relleno de texel: 8 gigatexel por segundo (16 texturas x 500 MHz)

    - 16 muestras de textura sin filtrar por ciclo

  - Máximo número de operaciones de producto escalar: 24 mil millones por segundo
  - Soporte de la API gráfica de Microsoft DirectX 9.0c con Shader Model 3.0
- Refrigeración: Tanto la CPU y la GPU utilizan un disipador con tecnología heatpipe para realizar de manera eficiente la disipación del calor de ambos. Este disipador se enfría gracias a la utilización de dos ventiladores de 60 mm.

- En agosto de 2007, se informó que el Xenos recibirá un cambio en la arquitectura pasando a fabricarse en 65 nm. Esto repercute en una necesidad menor de voltaje y una generación menor de calor.
- Con la salida de la Xbox 360 S al mercado, se estrena un nuevo chip unificado (CPU+GPU en la misma pastilla) con la reducción de nomenclatura a 45nm, la cual trae un menor consumo energético y menor generación de calor.